# Una pastora con su rebaño
Una pastora con su rebaño (en francés, Bergère avec son troupeau) es un nombre que corresponde a dos obras del pintor francés Jean-François Millet. Con estas dos obras él sigue el tema de sentimentalismo utilizando la imagen de una mujer campesina con su rebaño de ovejas de dos maneras diferentes. 
El dibujo con carboncillo es delicado y evoca la fragilidad de la mujer cuidando a su rebaño. Este dibujo se piensa que fue realizado como trabajo para Alfred Sensier, quien lo apoyó durante toda su carrera, y especialmente después del año 1859, cuando Millet tiene una crisis emocional dado a malas críticas de su obra El leñador y la muerte.
Mientras tanto, el óleo sobre lienzo es caracterizado por sentimientos de calma y armonía. Este óleo es el probable resultado del dibujo con carboncillo, Sensier menciona que el tema de la mujer con el rebaño de ovejas "se había amparado de su mente" en 1862 y, para el gusto de Millet, el cuadro es recibido con gran entusiasmo por el público del Salón en 1864.